# Free Somebody
Free Somebody é o álbum de estreia da cantora sul-coreana Luna, seu lançamento ocorreu em 31 de maio de 2016, através da SM Entertainment e distribuído pela KT Music como um extended play (EP). Free Somebody contém seis faixas e marca a estreia de Luna como artista solo, incorporando uma variedade de gêneros, como electropop e R&B. 
Free Somebody produziu um single de mesmo nome e estreou em seu pico de quinto lugar na parada sul-coreana Gaon Album Chart e se posicionou no top 3 da parada estadunidense Billboard World Albums.

## Antecedentes e lançamento
Em 17 de maio de 2016, foi anunciado que Luna faria sua estreia solo no final de junho. Isso foi confirmado em 27 de maio pela SM Entertainment, com o anúncio de que ela iria estrear com o EP intitulado Free Somebody em 31 de maio, contendo uma faixa-título de mesmo nome como single.
O álbum que contém as faixas "Pretty Girl (I Wish)" e "My Medicine" compostas por Luna, foi lançado em formato digital em 31 de maio de 2016, juntamente com o vídeo musical correspondente de sua faixa-título. 

## Composição e recepção
Segundo Jeff Benjamin da Billboard, Free Somebody  é um movimento refrescante e inesperado da imagem predominante de Luna como uma cantora de baladas pop, para ele, o álbum de estilo eletrônico ressoa especialmente com o público internacional.
A faixa-título é uma canção de future house composta pela equipe de produção sueca "The Family" e a cantora-compositora estadunidense JoJo. Liricamente, a canção descreve um desejo de espalhar livremente sonhos no coração da outra parte. "Keep On Doin '" pertence ao gênero dance eletrônica, e tem um "som viciante com uma melodia de gancho e ritmo de base no funky groovy". Enquanto "Breathe" é uma canção baseada no trip hop e "Galaxy" é do gênero pop eletrônico, sua letra é sobre "tentar se destacar na galáxia colorida".
"Pretty Girl (I Wish)" e "My Medicine" foram ambas escritas e compostas por Luna. De acordo com ela, a letra de "Pretty Girl (I Wish)" descreve sua esperança de que "as meninas e os meninos nunca vão conhecer o gosto amargo do café e o lado negro do mundo". Já "My Medicine" é uma "balada R&B com um sentimento caloroso e fantasioso", que Luna compôs para sua mãe.

## Promoção
Em 29 de maio de 2016, a SM Entertainment postou um trecho do vídeo musical do single "Free Somebody", no dia seguinte, Luna realizou uma prévia ao vivo do álbum no canal SMTOWN no aplicativo V Live da Naver.
Em 4 de junho, Luna começou a promover a faixa-título "Free Somebody" nos programas musicais, cantando-a pela primeira vez  no Show! Music Core da MBC, seguido por apresentações no Inkigayo da SBS, Show Champion da MBC, M! Countdown da Mnet, Music Bank da KBS e The Show da SBS MTV. Ela também cantou a lado b "Keep On Doin '" diversas vezes, junto com a faixa-título. Além disso, "Free Somebody" também foi promovido no programa You Hee-yeol's Sketchbook da KBS, no festival KCON 2016 em Paris, e no concurso Miss Coreia de 2016.

## Lista de faixas
| N.º            | Título                             | Letras                      | Música                                                                                            | Duração |  |
| 1.             | "Free Somebody"                    | Kim Min-ji, Seo Ji-eum, JQ  | Anton Malmberg Hård af Segerstad, Joy Neil Mitro Deb, Linnea Mary Han Deb, Joanna "JoJo" Levesque | 3:20    |  |
| 2.             | "Breathe"                          | Ku Tae-oo                   | Henk Jan Kooistra, Jantine Annika Heij                                                            | 3:39    |  |
| 3.             | "Keep On Doin'"                    | Le`mon, JQ, Bae Seong-hyeon | Sara Forsberg, Anton Malmberg Hård af Segerstad, Joy Neil Mitro Deb, Linnea Mary Han Deb          | 3:13    |  |
| 4.             | "I Wish" (예쁜 소녀 (Pretty Girl)) | Luna, Choi (LU:KUS),        | Luna, Park Seul-gi, Choi (LU:KUS)                                                                 | 3:43    |  |
| 5.             | "Galaxy"                           | Jo Yung-yeong               | Edward Ross Lara, Todd Wright, Phoebe Sharp, Cassidy Ford, Sean Kendall                           | 3:06    |  |
| 6.             | "My Medicine"                      | Luna, Choi (LU:KUS)         | Luna, Park Seul-gi, Choi (LU:KUS)                                                                 | 3:23    |  |
| Duração total: | Duração total:                     | Duração total:              | Duração total:                                                                                    | 20:24   |  |

## Desempenho nas paradas musicais
Free Somebody estreou em seu pico de número 5 pela parada sul-coreana Gaon Album Chart, tornando-se o quinto álbum mais vendido no país durante o mês de maio de 2016 e obtendo vendas de mais de 8 mil cópias em formato físico. Até setembro do mesmo ano, suas vendas alcançaram as 10 mil cópias. Nos Estados Unidos, o álbum estreou em número 3 pela parada Billboard World Albums.
| Paradas (2016)                          | Melhor posição |
| --------------------------------------- | -------------- |
| Coreia do Sul (Gaon Album Chart)        | 5              |
| Estados Unidos (Billboard World Albums) | 3              |

| Paradas (2016)                   | Position |
| -------------------------------- | -------- |
| Coreia do Sul (Gaon Album Chart) | 15       |

## Histórico de lançamento
| Região        | Data               | Formato             | Gravadora                 |
| ------------- | ------------------ | ------------------- | ------------------------- |
| Coreia do Sul | 31 de maio de 2016 | CD download digital | SM Entertainment KT Music |
| Mundo         | 31 de maio de 2016 | Download digital    | SM Entertainment          |